# Норвегія на зимових Олімпійських іграх 1994
Норвегія на зимових Олімпійських іграх 1994 року, які проходили в норвезькому місті Ліллегаммер, була представлена 88 спортсменами (67 чоловіками та 21 жінкою) в 10 видах спорту. Прапороносцем на церемоніях відкриття та закриття Олімпійських ігор був лижник Б'єрн Делі.
Норвезькі спортсмени вибороли 26 медалей, з них 10 золотих, 11 срібних та 5 бронзових. Олімпійська збірна Норвегії зайняла друге загальнокомандне місце.

## Медалісти
| Медаль | Спортсмени                                                    | Вид спорту          | Дисципліна                            |
| ------ | ------------------------------------------------------------- | ------------------- | ------------------------------------- |
| Золото | Лассе К'юс                                                    | Гірськолижний спорт | комбінація (чоловіки)                 |
| Золото | Б'єрн Делі                                                    | Лижні гонки         | 10 км (чоловіки)                      |
| Золото | Б'єрн Делі                                                    | Лижні гонки         | 15 км гонка переслідування (чоловіки) |
| Золото | Томас Альсгорд                                                | Лижні гонки         | 30 км (чоловіки)                      |
| Золото | Стіне Лізе Гаттестад                                          | Фристайл            | могул (жінки)                         |
| Золото | Фред Берре Лундберг                                           | Лижне двоборство    | індивідуальне змагання (чоловіки)     |
| Золото | Еспен Бредесен                                                | Стрибки з трампліна | нормальний трамплін                   |
| Золото | Йоганн Олав Косс                                              | Ковзанярський спорт | 1500 м (чоловіки)                     |
| Золото | Йоганн Олав Косс                                              | Ковзанярський спорт | 5000 м (чоловіки)                     |
| Золото | Йоганн Олав Косс                                              | Ковзанярський спорт | 10000 м (чоловіки)                    |
| Срібло | Четиль Андре Омодт                                            | Гірськолижний спорт | швидкісний спуск (чоловіки)           |
| Срібло | Четиль Андре Омодт                                            | Гірськолижний спорт | комбінація (чоловіки)                 |
| Срібло | Б'єрн Делі                                                    | Лижні гонки         | 30 км (чоловіки)                      |
| Срібло | Стуре Сівертсен Вегард Ульванг Томас Альсгорд Б'єрн Делі      | Лижні гонки         | 4 × 10 км естафета (чоловіки)         |
| Срібло | Маріт Вольд                                                   | Лижні гонки         | 30 км (жінки)                         |
| Срібло | Труде Дюбендаль Інгер Гелене Нюбротен Елін Нільсен Аніта Моен | Лижні гонки         | 4 × 5 км естафета (жінки)             |
| Срібло | Кнут Торе Апеланд Б'ярте Енген Вік Фред Берре Лундберг        | Лижне двоборство    | командне змагання                     |
| Срібло | Лассе Оттесен                                                 | Стрибки з трампліна | нормальний трамплін                   |
| Срібло | Еспен Бредесен                                                | Стрибки з трампліна | великий трамплін                      |
| Срібло | К'єль Сторелід                                                | Ковзанярський спорт | 5000 м (чоловіки)                     |
| Срібло | К'єль Сторелід                                                | Ковзанярський спорт | 10000 м (чоловіки)                    |
| Бронза | Четиль Андре Омодт                                            | Гірськолижний спорт | супергігант                           |
| Бронза | Гаральд-Крістіан Странд Нільсен                               | Гірськолижний спорт | комбінація (чоловіки)                 |
| Бронза | Стуре Сівертсен                                               | Лижні гонки         | 50 км (чоловіки)                      |
| Бронза | Гільде Сюнневе Лід                                            | Фристайл            | акробатика                            |
| Бронза | Б'ярте Енген Вік                                              | Лижне двоборство    | індивідуальне змагання (чоловіки)     |

## Біатлон
Чоловіки
| Дисципліна | Спортсмен            | Промахи | Час     | Місце |
| ---------- | -------------------- | ------- | ------- | ----- |
| 10 км      | Сюльфест Глімсдаль   | 3       | 32:07.4 | 53    |
| 10 км      | Уле-Ейнар Б'єрндален | 1       | 30:44.6 | 28    |
| 10 км      | Йон Оге Тюлдум       | 2       | 30:36.7 | 25    |
| 10 км      | Івар Мічал Улеклейв  | 1       | 29:56.6 | 14    |

| Дисципліна | Спортсмен            | Час       | Промахи | Заліковий час | Місце |
| ---------- | -------------------- | --------- | ------- | ------------- | ----- |
| 20 км      | Йон Оге Тюлдум       | 1'00:31.7 | 3       | 1'03:31.7     | 52    |
| 20 км      | Галвар Ганевольд     | 58:52.0   | 4       | 1'02:52.0     | 46    |
| 20 км      | Уле-Ейнар Б'єрндален | 57:51.0   | 4       | 1'01:51.0     | 36    |
| 20 км      | Сюльфест Глімсдаль   | 56:42.4   | 3       | 59:42.4       | 9     |

Чоловіки, 4 × 7.5 км естафета
| Спортсмени                                                               | Дистанція | Дистанція | Дистанція |
| Спортсмени                                                               | Промахи   | Час       | Місце     |
| ------------------------------------------------------------------------ | --------- | --------- | --------- |
| Уле-Ейнар Б'єрндален Івар Мічал Улеклейв Галвар Ганевольд Йон Оге Тюлдум | 0         | 1'33:32.8 | 7         |

Жінки
| Дисципліна | Спортсмен            | Промахи | Час     | Місце |
| ---------- | -------------------- | ------- | ------- | ----- |
| 7.5 км     | Гільдегунн Фоссен    | 4       | 29:16.2 | 47    |
| 7.5 км     | Аннетте Сіквеланд    | 2       | 27:32.8 | 22    |
| 7.5 км     | Анн Елен Ск'єльбрейд | 1       | 27:17.7 | 17    |
| 7.5 км     | Елін Крістіансен     | 0       | 26:53.5 | 10    |

| Дисципліна | Спортсмен              | Час     | Промахи | Заліковий час | Місце |
| ---------- | ---------------------- | ------- | ------- | ------------- | ----- |
| 15 км      | Анне Ельвебакк         | 55:29.8 | 5       | 1'00:29.8     | 59    |
| 15 км      | Гунн Маргіт Андреассен | 56:02.7 | 3       | 59:02.7       | 43    |
| 15 км      | Елін Крістіансен       | 54:04.2 | 3       | 57:04.2       | 31    |
| 15 км      | Гільдегунн Фоссен      | 52:55.4 | 3       | 55:55.4       | 21    |

Жінки, 4 × 7.5 км естафета
| Спортсмени                                                                | Дистанція | Дистанція | Дистанція |
| Спортсмени                                                                | Промахи   | Час       | Місце     |
| ------------------------------------------------------------------------- | --------- | --------- | --------- |
| Анн Елен Ск'єльбрейд Аннетте Сіквеланд Гільдегунн Фоссен Елін Крістіансен | 2         | 1'54:08.1 | 4         |

## Гірськолижний спорт
Чоловіки
| Спортсмен            | Дисципліна         | Дистанція 1 | Дистанція 2 | Разом   | Разом |
| Спортсмен            | Дисципліна         | Час         | Час         | Час     | Місце |
| -------------------- | ------------------ | ----------- | ----------- | ------- | ----- |
| Лассе К'юс           | швидкісний спуск   |             |             | 1:46.84 | 18    |
| Ян Ейнар Торсен      | швидкісний спуск   |             |             | 1:46.34 | 10    |
| Атле Скордаль        | швидкісний спуск   |             |             | 1:46.29 | 9     |
| Четиль Андре Омодт   | швидкісний спуск   |             |             | 1:45.79 | 2     |
| Лассе К'юс           | супергігант        |             |             | 1:34.02 | 12    |
| Ян Ейнар Торсен      | супергігант        |             |             | 1:33.37 | 7     |
| Атле Скордаль        | супергігант        |             |             | 1:33.31 | 6     |
| Четиль Андре Омодт   | супергігант        |             |             | 1:32.93 | 3     |
| Оле Крістіан Фурусет | гігантський слалом | DNF         | –           | DNF     | –     |
| Четиль Андре Омодт   | гігантський слалом | 1:30.03     | 1:23.88     | 2:53.91 | 12    |
| Лассе К'юс           | гігантський слалом | 1:29.07     | 1:24.16     | 2:53.23 | 7     |
| Ян Ейнар Торсен      | гігантський слалом | 1:28.78     | 1:23.93     | 2:52.71 | 4     |
| Оле Крістіан Фурусет | слалом             | DSQ         | –           | DSQ     | –     |
| Лассе К'юс           | слалом             | DNF         | –           | DNF     | –     |
| Фінн Крістіан Ягге   | слалом             | 1:02.16     | 1:01.03     | 2:03.19 | 6     |
| Четиль Андре Омодт   | слалом             | 1:01.80     | DNF         | DNF     | –     |

Комбінація (чоловіки)
| Спортсмен                       | Швидкісний спуск | Слалом | Слалом | Разом         | Разом |
| Спортсмен                       | Час              | Час 1  | Час 2  | Загальний час | Місце |
| ------------------------------- | ---------------- | ------ | ------ | ------------- | ----- |
| Гаральд Крістіан Странд Нільсен | 1:39.05          | 51.59  | 48.50  | 3:19.14       | 3     |
| Атле Скордаль                   | 1:38.18          | 54.29  | 51.81  | 3:24.28       | 18    |
| Четиль Андре Омодт              | 1:37.49          | 51.77  | 49.29  | 3:18.55       | 2     |
| Лассе К'юс                      | 1:36.95          | 51.25  | 49.33  | 3:17.53       | 1     |

Жінки
| Спортсмен           | Дисципліна         | Дистанція 1 | Дистанція 2 | Разом   | Разом |
| Спортсмен           | Дисципліна         | Час         | Час         | Час     | Місце |
| ------------------- | ------------------ | ----------- | ----------- | ------- | ----- |
| Жанетте Лунде       | швидкісний спуск   |             |             | 1:37.80 | 11    |
| Кароліне Гедде-Дагl | супергігант        |             |             | 1:26.13 | 35    |
| Жанетте Лунде       | супергігант        |             |             | 1:25.32 | 32    |
| Маріанне К'єрстад   | супергігант        |             |             | 1:23.83 | 22    |
| Тріне Бакке Рогнмо  | гігантський слалом | 1:23.63     | 1:13.55     | 2:37.18 | 19    |
| Кароліне Гедде-Дагl | гігантський слалом | 1:23.42     | DNF         | DNF     | –     |
| Маріанне К'єрстад   | гігантський слалом | 1:21.81     | 1:12.98     | 2:34.79 | 8     |
| Кароліне Гедде-Дагl | слалом             | DSQ         | –           | DSQ     | –     |
| Тріне Бакке Рогнмо  | слалом             | DSQ         | –           | DSQ     | –     |
| Маріанне К'єрстад   | слалом             | DNF         | –           | DNF     | –     |
| Труде Gimle         | слалом             | 1:01.55     | 58.32       | 1:59.87 | 15    |

Комбінація (жінки)
| Спортсмен     | Швидкісний спуск | Слалом | Слалом | Разом         | Разом |
| Спортсмен     | Час              | Час 1  | Час 2  | Загальний час | Місце |
| ------------- | ---------------- | ------ | ------ | ------------- | ----- |
| Жанетте Лунде | 1:29.31          | 55.11  | 51.55  | 3:15.97       | 15    |

## Ковзанярський спорт
Чоловіки
| Дисципліна | Спортсмен        | Дистанція   | Дистанція |
| Дисципліна | Спортсмен        | Час         | Місце     |
| ---------- | ---------------- | ----------- | --------- |
| 500 м      | Рогер Стрем      | DNF         | –         |
| 500 м      | Грунде Н'єс      | 36.66       | 7         |
| 1000 м     | Одне Сендрол     | DSQ         | –         |
| 1000 м     | Грунде Н'єс      | DNF         | –         |
| 1000 м     | Рогер Стрем      | 1:13.74     | 7         |
| 1500 м     | Стейнар Йогансен | 1:55.21     | 18        |
| 1500 м     | К'єль Сторелід   | 1:54.69     | 14        |
| 1500 м     | Одне Сендрол     | 1:53.13     | 4         |
| 1500 м     | Йоганн Олав Косс | 1:51.29 OR  | 1         |
| 5000 м     | Атле Ворвік      | 7:00.83     | 26        |
| 5000 м     | К'єль Сторелід   | 6:42.68     | 2         |
| 5000 м     | Йоганн Олав Косс | 6:34.96 OR  | 1         |
| 10000 м    | К'єль Сторелід   | 13:49.25    | 2         |
| 10000 м    | Йоганн Олав Косс | 13:30.55 WR | 1         |

Жінки
| Дисципліна | Спортсмен           | Дистанція | Дистанція |
| Дисципліна | Спортсмен           | Час       | Місце     |
| ---------- | ------------------- | --------- | --------- |
| 500 м      | Едель Терезе Гейсет | 40.20     | 8         |
| 1000 м     | Едель Терезе Гейсет | 1:22.98   | 26        |

## Лижне двоборство
Індивідуальні змагання
Дисципліни:
- нормальний трамплін
- лижні гонки, 15 км

| Спортсмен           | Дисципліна    | Стрибки з трампліна | Стрибки з трампліна | Лижні перегони Час | Разом Місце |
| Спортсмен           | Дисципліна    | Бали                | Місце               | Лижні перегони Час | Разом Місце |
| ------------------- | ------------- | ------------------- | ------------------- | ------------------ | ----------- |
| Трунд Ейнар Ельден  | Індивідуальні | 201.5               | 17                  | 43:10.7            | 8           |
| Кнут Торе Апеланд   | Індивідуальні | 204.5               | 15                  | 43:59.6            | 11          |
| Б'ярте Енген Вік    | Індивідуальні | 240.5               | 3                   | 40:26.2            | 3           |
| Фред Берре Лундберг | Індивідуальні | 247.0               | 1                   | 39:07.9            | 1           |

Командні змагання
Дисципліни:
- нормальний трамплін
- лижні гонки, 10 км

| Спортсмени                                             | Стрибки з трампліна | Стрибки з трампліна | Лижні гонки Час | Разом Місце |
| Спортсмени                                             | Бали                | Місце               | Лижні гонки Час | Разом Місце |
| ------------------------------------------------------ | ------------------- | ------------------- | --------------- | ----------- |
| Б'ярте Енген Вік Кнут Торе Апеланд Фред Берре Лундберг | 672.0               | 2                   | 1'27:40.9       | 2           |

## Лижні перегони
Чоловіки
| Дисципліна                   | Спортсмен         | Дистанція | Дистанція |
| Дисципліна                   | Спортсмен         | Час       | Місце     |
| ---------------------------- | ----------------- | --------- | --------- |
| 10 км C                      | Томас Альсгорд    | 26:07.0   | 24        |
| 10 км C                      | Вегард Ульванг    | 25:08.0   | 7         |
| 10 км C                      | Стуре Сівертсен   | 24:59.7   | 5         |
| 10 км C                      | Б'єрн Делі        | 24:20.1   | 1         |
| 15 км гонка переслідування F | Стуре Сівертсен   | 37:49.7   | 7         |
| 15 км гонка переслідування F | Б'єрн Делі        | 35:48.8   | 1         |
| 30 км F                      | Крістен Ск'єлдаль | 1'17:48.3 | 18        |
| 30 км F                      | Егіль Крістіансен | 1'15:37.7 | 8         |
| 30 км F                      | Б'єрн Делі        | 1'13:13.6 | 2         |
| 30 км F                      | Томас Альсгорд    | 1'12:26.4 | 1         |
| 50 км C                      | Вегард Ульванг    | 2'10:40.0 | 10        |
| 50 км C                      | Ерлінг Євне       | 2'09:12.2 | 5         |
| 50 км C                      | Б'єрн Делі        | 2'09:11.4 | 4         |
| 50 км C                      | Стуре Сівертсен   | 2'08:49.0 | 3         |

Чоловіки's 4 × 10 км естафета
| Спортсмени                                               | Дистанція | Дистанція |
| Спортсмени                                               | Час       | Місце     |
| -------------------------------------------------------- | --------- | --------- |
| Стуре Сівертсен Вегард Ульванг Томас Альсгорд Б'єрн Делі | 1'41:15.4 | 2         |

Жінки
| Дисципліна                   | Спортсмен             | Дистанція | Дистанція |
| Дисципліна                   | Спортсмен             | Час       | Місце     |
| ---------------------------- | --------------------- | --------- | --------- |
| 5 км C                       | Елін Нільсен          | 15:03.1   | 12        |
| 5 км C                       | Труде Дюбендаль       | 14:48.1   | 7         |
| 5 км C                       | Інгер Гелене Нюбротен | 14:43.6   | 5         |
| 5 км C                       | Аніта Моен            | 14:39.4   | 4         |
| 10 км гонка переслідування F | Елін Нільсен          | 29:35.4   | 12        |
| 10 км гонка переслідування F | Аніта Моен            | 29:13.2   | 8         |
| 10 км гонка переслідування F | Труде Дюбендаль       | 28:42.2   | 7         |
| 15 км F                      | Бенте Мартінсен       | 44:35.0   | 20        |
| 15 км F                      | Маріт Вольд           | 43:25.1   | 14        |
| 15 км F                      | Елін Нільсен          | 43:19.8   | 13        |
| 15 км F                      | Аніта Моен            | 42:42.9   | 10        |
| 30 км C                      | Аніта Моен            | 1'28:18.1 | 10        |
| 30 км C                      | Інгер Гелене Нюбротен | 1'27:11.2 | 7         |
| 30 км C                      | Труде Дюбендаль       | 1'26:52.6 | 4         |
| 30 км C                      | Маріт Вольд           | 1'25:57.8 | 2         |

Жінки's 4 × 5 км естафета
| Спортсмени                                                    | Дистанція | Дистанція |
| Спортсмени                                                    | Час       | Місце     |
| ------------------------------------------------------------- | --------- | --------- |
| Труде Дюбендаль Інгер Гелене Нюбротен Елін Нільсен Аніта Моен | 57:42.6   | 2         |

## Санний спорт
Двійки (чоловіки)
| Спортсмени                           | Спуск 1 | Спуск 1 | Спуск 2 | Спуск 2 | Разом | Разом |
| Спортсмени                           | Час     | Місце   | Час     | Місце   | Час   | Місце |
| ------------------------------------ | ------- | ------- | ------- | ------- | ----- | ----- |
| Гаральд Рольфсен Ларс-Маріус Валдаль | DSQ     | –       | –       | –       | DSQ   | –     |

Жінки
| Спортсмен  | Спуск 1 | Спуск 1 | Спуск 2 | Спуск 2 | Спуск 3 | Спуск 3 | Спуск 4 | Спуск 4 | Разом    | Разом |
| Спортсмен  | Час     | Місце   | Час     | Місце   | Час     | Місце   | Час     | Місце   | Час      | Місце |
| ---------- | ------- | ------- | ------- | ------- | ------- | ------- | ------- | ------- | -------- | ----- |
| Піа Ведеге | 49.367  | 12      | 49.490  | 10      | 49.720  | 17      | 49.470  | 13      | 3:18.047 | 13    |

## Стрибки з трампліна
| Спортсмен         | Дисципліна       | Стрибок 1 | Стрибок 1 | Стрибок 2 | Стрибок 2 | Разом | Разом |
| Спортсмен         | Дисципліна       | Відстань  | Бали      | Відстань  | Бали      | Бали  | Місце |
| ----------------- | ---------------- | --------- | --------- | --------- | --------- | ----- | ----- |
| Б'єрн Мюрбаккен   | Normal hill      | 87.0      | 106.5     | 84.5      | 71.0      | 177.5 | 39    |
| Еювінд Berg       | Normal hill      | 89.0      | 112.5     | 59.0      | 37.0      | 149.5 | 52    |
| Лассе Оттесен     | Normal hill      | 102.5     | 137.5     | 98.0      | 130.5     | 268.0 | 2     |
| Еспен Бредесен    | Normal hill      | 100.5     | 140.5     | 104.0     | 141.5     | 282.0 | 1     |
| Стейн Генрік Туфф | великий трамплін | 87.0      | 51.1      | 90.5      | 59.4      | 110.5 | 43    |
| Еювінд Берг       | великий трамплін | 112.0     | 99.6      | 105.5     | 87.4      | 187.0 | 17    |
| Лассе Оттесен     | великий трамплін | 117.0     | 109.6     | 120.0     | 117.0     | 226.6 | 6     |
| Еспен Бредесен    | великий трамплін | 135.5     | 144.4     | 122.0     | 122.1     | 266.5 | 2     |

великий трамплін, команда
| Спортсмени                                              | Результат | Результат |
| Спортсмени                                              | Бали      | Місце     |
| ------------------------------------------------------- | --------- | --------- |
| Еспен Бредесен Лассе Оттесен Еювінд Берг Руар Лєкельсей | 898.8     | 4         |

## Фристайл
Чоловіки
| Спортсмен           | Дисципліна | Кваліфікаця | Кваліфікаця | Кваліфікаця | Фінал      | Фінал      | Фінал      |
| Спортсмен           | Дисципліна | Час         | Бали        | Місце       | Час        | Бали       | Місце      |
| ------------------- | ---------- | ----------- | ----------- | ----------- | ---------- | ---------- | ---------- |
| Ганс Енгельсен Ейде | могул      | 23.84       | 25.06       | 8 Q         | 23.86      | 23.32      | 15         |
| Тор Скеє            | акробатика |             | 172.77      | 15          | не пройшов | не пройшов | не пройшов |

Жінки
| Спортсмен            | Дисципліна | Кваліфікація | Кваліфікація | Кваліфікація | Фінал | Фінал  | Фінал |
| Спортсмен            | Дисципліна | Час          | Бали         | Місце        | Час   | Бали   | Місце |
| -------------------- | ---------- | ------------ | ------------ | ------------ | ----- | ------ | ----- |
| Стіне Лізе Гаттестад | могул      | 31.83        | 24.91        | 2 Q          | 29.51 | 25.97  | 1     |
| Гільде Сюнневе Лід   | акробатика |              | 158.70       | 2 Q          |       | 164.13 | 3     |

## Хокей
- Склад команди

- Джим Мартінсен (G)
- Роб Схістад (G)
- Петтер Сальстен (D)
- Морган Андерсен (D)
- Томмі Якобсен (D)
- Ян-Руар Фагерлі (D)
- Свейн Енок Нерстебе (D)
- Свенн Ерік Б'єрнстад (D)
- Гейр Гофф (F)
- Вегар Барлі (F)
- Ларс Гокон Андерсен (F)
- Оле Ескільд Далстрем (F)
- Арне Більквам (F)
- Ерік Крістіансен (F)
- Трунд Магнуссен (F)
- Петтер Торесен (F)
- Мортен Фінстад (F)
- Рой Йогансен (F)
- Том Йогансен (F)
- Маріус Rath (F)
- Еспен Кнутсен (F)

Головний тренер: Бенгт Олсон

### Група A
|  | Команди, що пройшли у фінальний раунд |
|  | Команди, що пройшли у втішний раунд   |

| Команда   | GP | W | L | T | GF | GA | PTS |
| --------- | -- | - | - | - | -- | -- | --- |
| Фінляндія | 5  | 5 | 0 | 0 | 25 | 4  | 10  |
| Німеччина | 5  | 3 | 2 | 0 | 11 | 14 | 6   |
| Чехія     | 5  | 3 | 2 | 0 | 16 | 11 | 6   |
| Росія     | 5  | 3 | 2 | 0 | 20 | 14 | 6   |
| Австрія   | 5  | 1 | 4 | 0 | 13 | 28 | 2   |
| Норвегія  | 5  | 0 | 5 | 0 | 5  | 19 | 0   |

| Норвегія | 1:5 | Росія     |
| Норвегія | 1:2 | Німеччина |
| Норвегія | 0:4 | Фінляндія |
| Норвегія | 1:4 | Чехія     |
| Норвегія | 2:4 | Австрія   |

### Утішний раунд
| Команда 1 | Рахунок | Команда 2 |
| --------- | ------- | --------- |
| Норвегія  | 3–6     | Італія    |

Поєдинок за 11 місце
| Команда 1 | Рахунок | Команда 2 |
| --------- | ------- | --------- |
| Норвегія  | 3–1     | Австрія   |

## Шорт-трек
Чоловіки
| Спортсмен                                                                       | Дисципліна      | Перший раунд | Перший раунд | Чвертьфінал | Чвертьфінал | Півфінал   | Півфінал   | Фінали     | Фінали         |
| Спортсмен                                                                       | Дисципліна      | Час          | Місце        | Час         | Місце       | Час        | Місце      | Час        | Загальне місце |
| ------------------------------------------------------------------------------- | --------------- | ------------ | ------------ | ----------- | ----------- | ---------- | ---------- | ---------- | -------------- |
| Б'єрнар Ельгетун                                                                | 500 м           | 44.01        | 1 Q          | 45.35       | 3           | не пройшов | не пройшов | не пройшов | не пройшов     |
| Б'єрнар Ельгетун                                                                | 1000 м          | 1:32.35      | 2 Q          | 1:30.96     | 3           | не пройшов | не пройшов | не пройшов | не пройшов     |
| Б'єрнар Ельгетун Гісле Ельвебаккен Торе Клевстуен Мортен Стаубо Еюстейн Карлсен | 5000 м естафета |              |              |             |             | 7:25.73    | 4 QB       | 7:24.29    | 6              |